# Молодіжний чемпіонат Європи з футболу 2007
Чемпіонат Європи з футболу 2007 серед молодіжних команд — міжнародний футбольний турнір під егідою УЄФА серед молодіжних збірних команд країн зони УЄФА. Переможцем турніру стала молодіжна збірна команда Нідерландів, яка у фіналі перемогла молодіжну збірну Сербії 4:1.
Шість країн подали заявки на проведення молодіжного чемпіонату Європи: Англія, Італія, Нідерланди, Португалія, Туреччина та Швеція. 15 грудня 2005 господарем чемпіонату обрали Нідерланди.
У відбіркових змаганнях брала участь 51 збірна. Чемпіонат також є відбором до літніх Олімпійських ігор 2008, за підсумками чемпіонату чотири півфіналісти потрапляють на Олімпіаду-2008, але оскільки збірна Англії виступає у складі об'єднаної команди Великої Британії, то було проведено додатковий матч між збірними Португалії та Італії.

## Учасники
- Нідерланди (господар)
- Бельгія
- Португалія
- Ізраїль
- Сербія
- Англія
- Італія
- Чехія

## Міста та стадіони
| Арнем             | Геренвен          | Гронінген         | Неймеген          |
| ----------------- | ----------------- | ----------------- | ----------------- |
| ГелреДом          | Абе Ленстра       | Еуроборг          | Гоффертстадіон    |
| Місткість: 30 000 | Місткість: 28 000 | Місткість: 20 000 | Місткість: 13 000 |
|                   |                   |                   |                   |

## Груповий етап
На першому етапі вісім команд, розділені на дві групи по чотири команди, де кожна команда гратиме одну гру проти будь-якої іншої команди у своїй групі. За перемогу команди отримають три очки, за нічию — одне очко і за поразку — жодного очка. Команди, що зайняли перше і друге місце у своїх групах, здобудуть право виступати у півфіналі.

### Група A
| Команда    | І | В | Н | П | ГЗ | ГП | РГ | О |
| ---------- | - | - | - | - | -- | -- | -- | - |
| Нідерланди | 3 | 2 | 1 | 0 | 5  | 3  | +2 | 7 |
| Бельгія    | 3 | 1 | 2 | 0 | 3  | 2  | +1 | 5 |
| Португалія | 3 | 1 | 1 | 1 | 5  | 2  | +3 | 4 |
| Ізраїль    | 3 | 0 | 0 | 3 | 0  | 6  | −6 | 0 |

| 10 червня 2007 18:15 CEST |

| Нідерланди | 1 – 0    | Ізраїль |
| ---------- | -------- | ------- |
| Мадуро 10' | Протокол |         |

| Абе Ленстра, Геренвен Глядачів: 22,013 Арбітр: Дамир Скомина (Словенія) |

| 10 червня 2007 20:45 CEST |

| Португалія | 0 – 0    | Бельгія |
| ---------- | -------- | ------- |
|            | Протокол |         |

| Еуроборг, Гронінген Глядачів: 7,197 Арбітр: Роберт Малек (Польща) |

| 13 червня 2007 18:15 CEST |

| Ізраїль | 0 – 1    | Бельгія      |
| ------- | -------- | ------------ |
|         | Протокол | Міральяс 82' |

| Абе Ленстра, Геренвен Глядачів: 5,239 Арбітр: Крейг Томсон (Шотландія) |

| 13 червня 2007 20:45 CEST |

| Нідерланди                   | 2 – 1    | Португалія |
| ---------------------------- | -------- | ---------- |
| Бабел 33' (пен.) Рігтерс 75' | Протокол | Велозу 77' |

| Еуроборг, Гронінген Глядачів: 19,498 Арбітр: Кнут Кірхер (Німеччина) |

| 16 червня 2007 20:45 CEST |

| Нідерланди             | 2 – 2    | Бельгія                    |
| ---------------------- | -------- | -------------------------- |
| Рігтерс 13' Дренте 37' | Протокол | Міральяс 9' Поконьйолі 70' |

| Абе Ленстра, Геренвен Глядачів: 24,099 Арбітр: Стефан Ланнуа (Франція) |

| 16 червня 2007 20:45 CEST |

| Ізраїль | 0 – 4    | Португалія                                   |
| ------- | -------- | -------------------------------------------- |
|         | Протокол | Фернандеш 37' Ваш Те 45' Велозу 49' Нані 50' |

| Еуроборг, Гронінген Глядачів: 10,833 Арбітр: Жолт Сабо (Угорщина) |

### Група В
| Команда | І | В | Н | П | ГЗ | ГП | РГ | О |
| ------- | - | - | - | - | -- | -- | -- | - |
| Сербія  | 3 | 2 | 0 | 1 | 2  | 2  | 0  | 6 |
| Англія  | 3 | 1 | 2 | 0 | 4  | 2  | +2 | 5 |
| Італія  | 3 | 1 | 1 | 1 | 5  | 4  | +1 | 4 |
| Чехія   | 3 | 0 | 1 | 2 | 1  | 4  | −3 | 1 |

| 11 червня 2007 18:15 CEST |

| Чехія | 0 – 0    | Англія |
| ----- | -------- | ------ |
|       | Протокол |        |

| ГелреДом, Арнем Глядачів: 9,382 Арбітр: Жолт Сабо (Угорщина) |

| 11 червня 2007 20:45 CEST |

| Сербія          | 1 – 0    | Італія |
| --------------- | -------- | ------ |
| Милованович 63' | Протокол |        |

| Гоффертстадіон, Неймеген Глядачів: 8,347 Арбітр: Стефан Ланнуа (Франція) |

| 14 червня 2007 18:15 CEST |

| Чехія | 0 – 1    | Сербія        |
| ----- | -------- | ------------- |
|       | Протокол | Янкович 90+3' |

| Гоффертстадіон, Неймеген Глядачів: 6,109 Арбітр: Роберт Малек (Польща) |

| 14 червня 2007 20:45 CEST |

| Англія                | 2 – 2    | Італія                    |
| --------------------- | -------- | ------------------------- |
| Ньюджент 24' Літа 26' | Протокол | К'єлліні 36' Аквілані 69' |

| ГелреДом, Арнем Глядачів: 17,103 Арбітр: Дамир Скомина (Словенія) |

| 17 червня 2007 20:45 CEST |

| Італія                               | 3 – 1    | Чехія           |
| ------------------------------------ | -------- | --------------- |
| Аквілані 4' К'єлліні 29' Россі 45+1' | Протокол | Пападопулос 14' |

| ГелреДом, Арнем Глядачів: 7,167 Арбітр: Крейг Томсон (Шотландія) |

| 17 червня 2007 20:45 CEST |

| Англія               | 2 – 0    | Сербія |
| -------------------- | -------- | ------ |
| Літа 5' Дербішир 77' | Протокол |        |

| Гоффертстадіон, Неймеген Глядачів: 9,133 Арбітр: Кнут Кірхер (Німеччина) |

## Олімпійський плей-оф
| 21 червня 2007 20:45 CEST |

| Португалія | 0 – 0 (д.ч.) | Італія |
| ---------- | ------------ | ------ |
|            | Протокол     |        |

| Гоффертстадіон, Неймеген Глядачів: 5,161 Арбітр: Стефан Ланнуа (Франція) |

|                                                |       | Пенальті                                |  |
| Моутінью · Нані · Фернандеш · Велозу · Антунеш | 3 – 4 | Пелле · Монтоліво · Крішито · Палладіно |  |

## Півфінали
| 20 червня 2007 18:15 CEST |

| Нідерланди  | 1 – 1 (д.ч.) | Англія   |
| ----------- | ------------ | -------- |
| Рігтерс 89' | Протокол     | Літа 39' |

| Абе Ленстра, Геренвен Глядачів: 23,467 Арбітр: Кнут Кірхер (Німеччина) |

| |         | Пенальті |  |
| Бабел · Дренте · Янссен · Беренс · Мадуро · де Ріддер · Зюйверлон · Рігтерс · Крейсвейк · Ватерман · Беренс · Дренте · Мадуро · Янссен · де Ріддер · Зюйверлон | 13 – 12 | Янг · Мілнер · Нобл · Гойт · Дербішир · Фердінанд · Карсон · Росеньйор · Рео-Кокер · Тейлор · Янг · Мілнер · Нобл · Гойт · Дербішир · Фердінанд |  |

| 20 червня 2007 20:45 CEST |

| Сербія               | 2 – 0    | Бельгія |
| -------------------- | -------- | ------- |
| Коларов 4' Мрджа 87' | Протокол |         |

| ГелреДом, Арнем Глядачів: 17,438 Арбітр: Роберт Малек (Польща) |

## Фінал

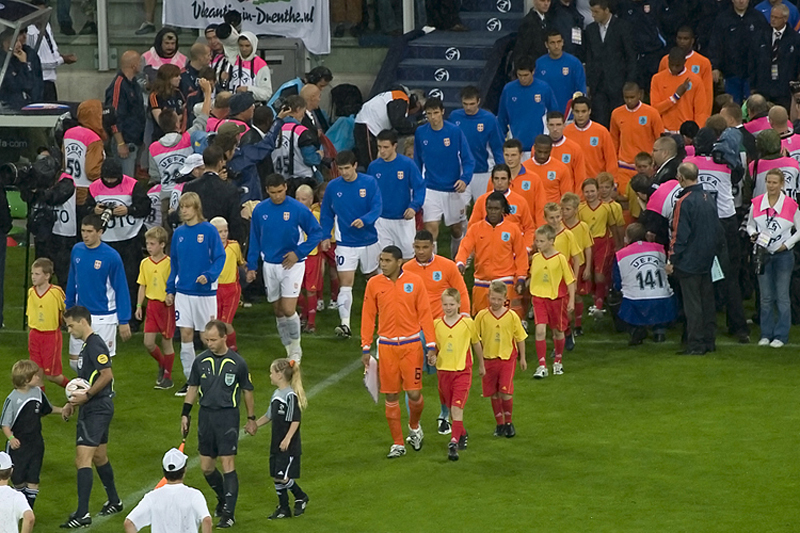
Збірні виходять на фінальну гру.

| 23 червня 2007 20:45 CEST |

| Нідерланди                                  | 4 – 1    | Сербія    |
| ------------------------------------------- | -------- | --------- |
| Баккал 17' Бабел 60' Рігтерс 67' Брейнс 87' | Протокол | Мрджа 79' |

| Еуроборг, Гронінген Арбітр: Дамир Скомина (Словенія) |

| НІДЕРЛАНДИ:   |    |                     |     |     |
|               |    |                     |     |     |
| ВР            | 1  | Бой Ватерман        |     |     |
| ЗХ            | 2  | Джанні Зуйверлон    |     |     |
| ЗХ            | 4  | Арнольд Крейсвейк   |     |     |
| ЗХ            | 18 | Раян Донк           |     |     |
| ЗХ            | 5  | Ерік Пітерс         |     | 89' |
| ПЗ            | 6  | Гедвігес Мадуро (к) |     |     |
| ПЗ            | 8  | Ройстон Дренте      | 9'  | 78' |
| ПЗ            | 11 | Даніель де Ріддер   |     |     |
| ПЗ            | 10 | Отман Баккал        |     |     |
| ПЗ            | 13 | Масео Рігтерс       |     | 69' |
| НП            | 9  | Раян Бабел          |     |     |
| Заміни:       |    |                     |     |     |
| ПЗ            | 12 | Луїджі Брейнс       |     | 69' |
| НП            | 14 | Рой Беренс          | 78' | 89' |
| ЗХ            | 19 | Калвін Йонг-а-Пін   |     | 89' |
| Тренер:       |    |                     |     |     |
| Фоппе де Гаан |    |                     |     |     |

| СЕРБІЯ:         |    |                        |          |     |
|                 |    |                        |          |     |
| ВР              | 1  | Дамір Кахріман         |          |     |
| ЗХ              | 3  | Антоніо Рукавина       | 89'      |     |
| ЗХ              | 2  | Бранислав Іванович (к) | 62'      |     |
| ЗХ              | 11 | Душко Тошич            | 43'      |     |
| ЗХ              | 6  | Александар Коларов     | 28', 62' |     |
| ПЗ              | 7  | Мілан Смілянич         |          |     |
| ПЗ              | 13 | Нікола Дринчич         |          | 65' |
| ПЗ              | 19 | Душан Баста            |          | 73' |
| ПЗ              | 10 | Деян Милованович       |          |     |
| ПЗ              | 8  | Бошко Янкович          |          |     |
| НП              | 9  | Джордже Ракич          |          | 73' |
| Заміни:         |    |                        |          |     |
| ПЗ              | 21 | Зоран Тошич            |          | 65' |
| ПЗ              | 14 | Стефан Бабович         |          | 73' |
| НП              | 18 | Драган Мрджа           | 82'      | 73' |
| Тренер:         |    |                        |          |     |
| Мирослав Джукич |    |                        |          |     |

| Гравець матчу: Раян Бабел Помічники арбітра: Мануель Наварро Томаш Мокос Четвертий арбітр: Стефан Ланнуа |

| Євро-2007 (U-21)     |
| -------------------- |
| Нідерланди 2-й титул |